# Kevin (Probably) Saves the World
Kevin (Probably) Saves the World (stilizzato Kevin ^ProbablySaves the World) è una serie televisiva statunitense creata e prodotta da Michele Fazekas e Tara Butters per ABC Studios. La serie va in onda sulla ABC dal 3 ottobre 2017. L'11 maggio 2018, la serie viene cancellata dopo una stagione.

## Trama
Kevin, un uomo sfortunato che è sopravvissuto a un tentativo di suicidio, si trasferisce con la sorella gemella Amy, un ingegnere e professore al college locale, e la figlia adolescente di Amy, Reese. Poco dopo, scopre un essere celeste chiamato Yvette; Yvette afferma che Dio ha incaricato Kevin di salvare il mondo e ha mandato Yvette a guidarlo e proteggerlo. Solo Kevin può vedere e sentire Yvette, quindi le sue conversazioni sembrano essere allucinazioni per chi lo circonda. La serie esplora anche un mistero, poiché ci dovrebbero essere 36 anime virtuose in ogni generazione, ma per ragioni sconosciute, Kevin è l'unico rimasto.

## Episodi
| Stagioni       | Episodi | Prima TV USA | Prima TV Italia |
| -------------- | ------- | ------------ | --------------- |
| Prima stagione | 16      | 2017-2018    | inedita         |

## Personaggi e interpreti

### Personaggi principali
- Kevin Finn, interpretato da Jason Ritter.
- Amy Cabrera, interpretata da Joanna García.
- Yvette, interpretata da Kimberly Hebert Gregory.
- Kristin Allen, interpretata da India de Beaufort.
- Nathan Purcell, interpretato da J. August Richards.
- Reese Cabrera, interpretata da Chloe East.
- Tyler Medina, interpretato da Dustin Ybarra.

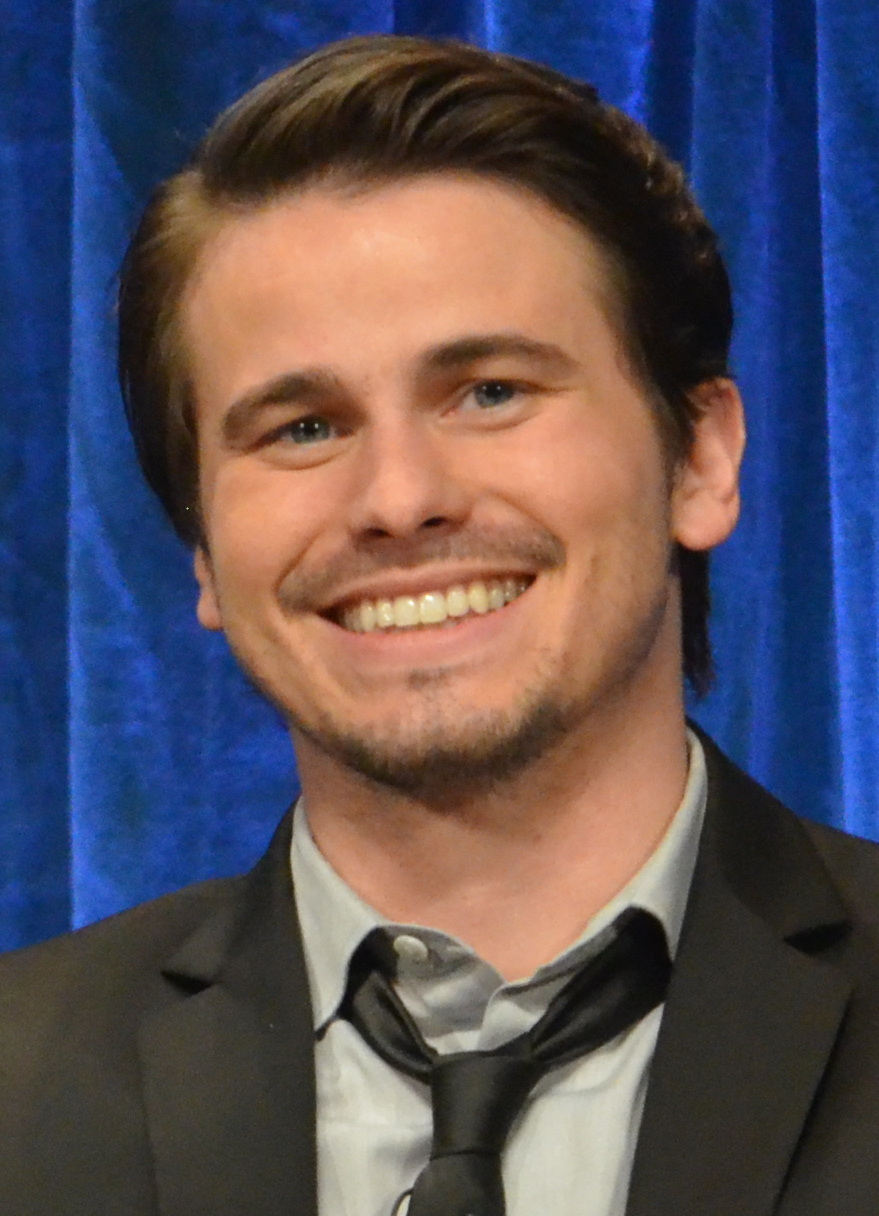
Jason Ritter interpreta Kevin Finn
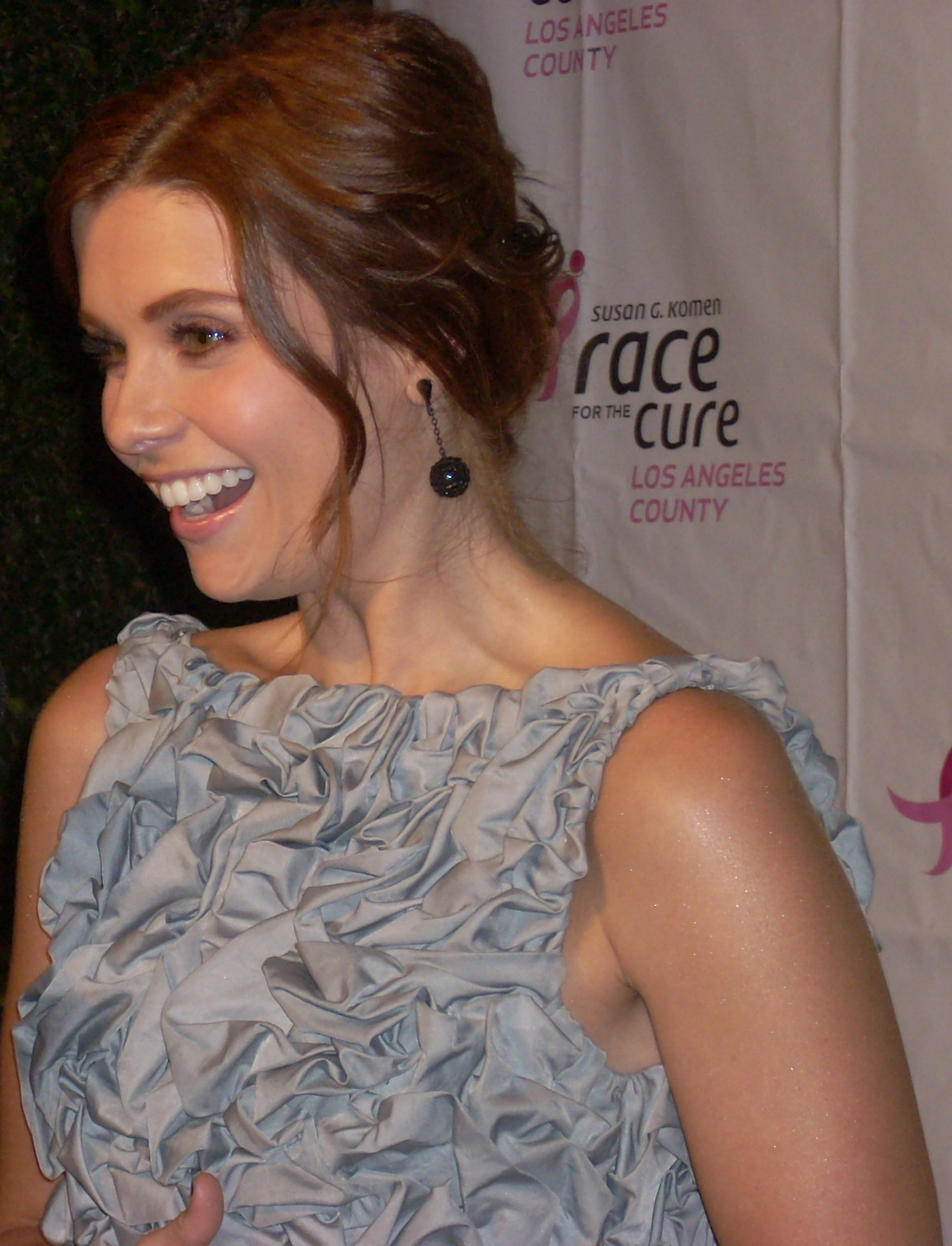
Joanna García interpreta Amy Cabrera
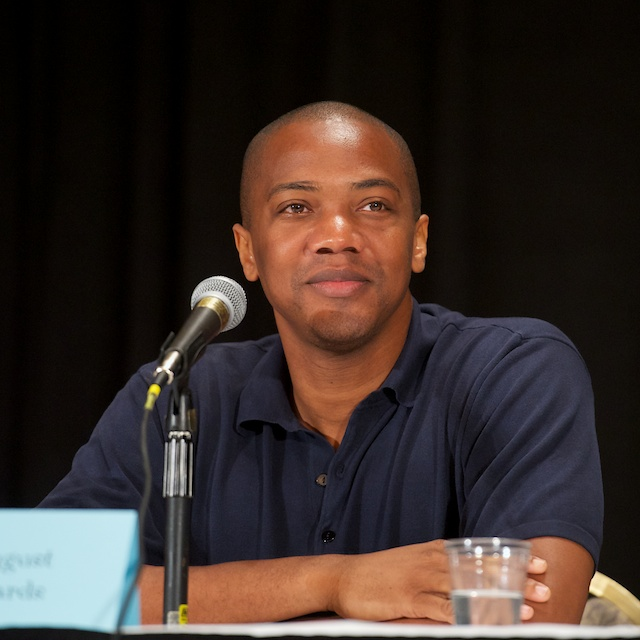
J. August Richards interpreta Nathan Purcell

### Personaggi ricorrenti
- Colonnello O'Donnell, interpretata da Barbara Eve Harris.
- Karl Gilmore, interpretato da Michael Harney.
- Jake Gilmore, interpretato da Sam Huntington.
- Lucille, interpretata da Lesley Boone.
- Deb, interpretata da Emma Bell.
- Ben, interpretato da Christian Ochoa.
- Ava, interpretata da Lauren Blumenfeld.
- Dr. Sloane, interpretato da Richard Masur.
- Anne, interpretata da Kate Flannery.
- Dave, interpretato da Will Sasso.
- Ignacio "Iggy" DePerro, interpretato da Brandon Quinn.
- Susan Allen, interpretata da Anjali Bhimani.

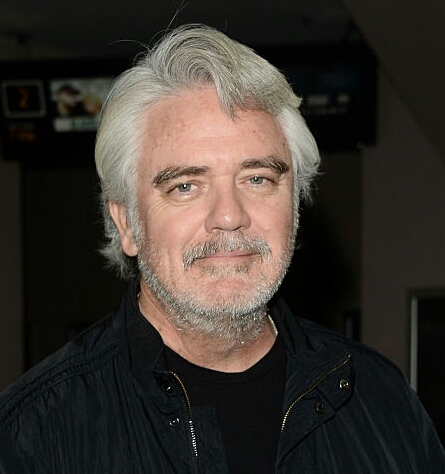
Michael J. Harney interpretaKarl Gilmore
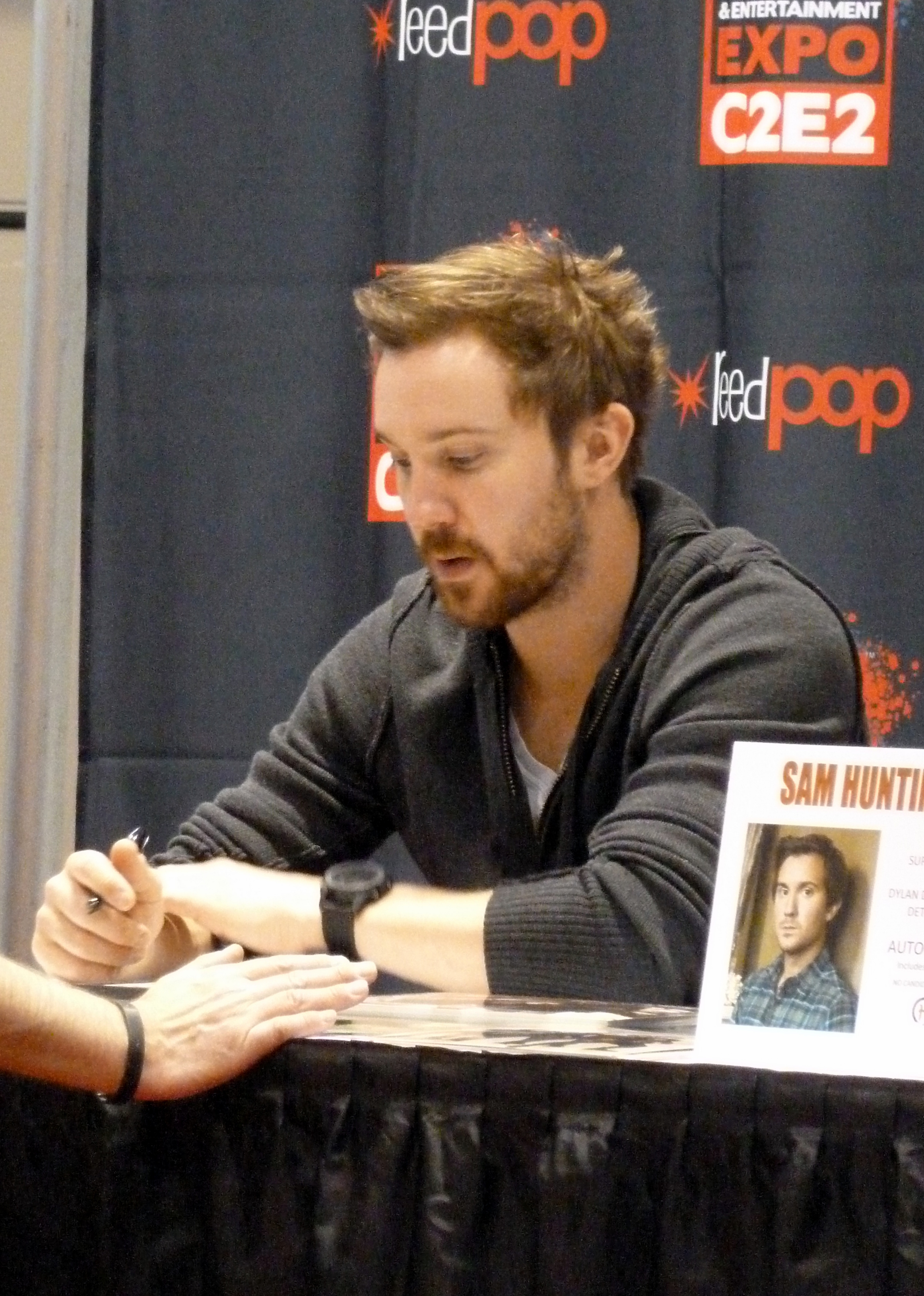
Sam Huntington interpreta Jake Gilmore
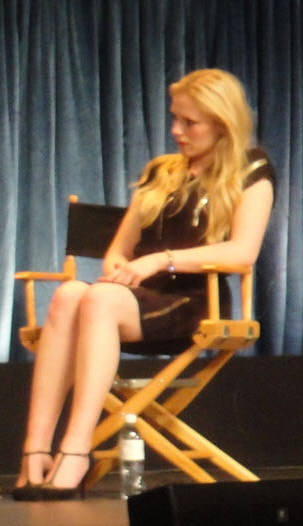
Emma Bell interpreta Deb
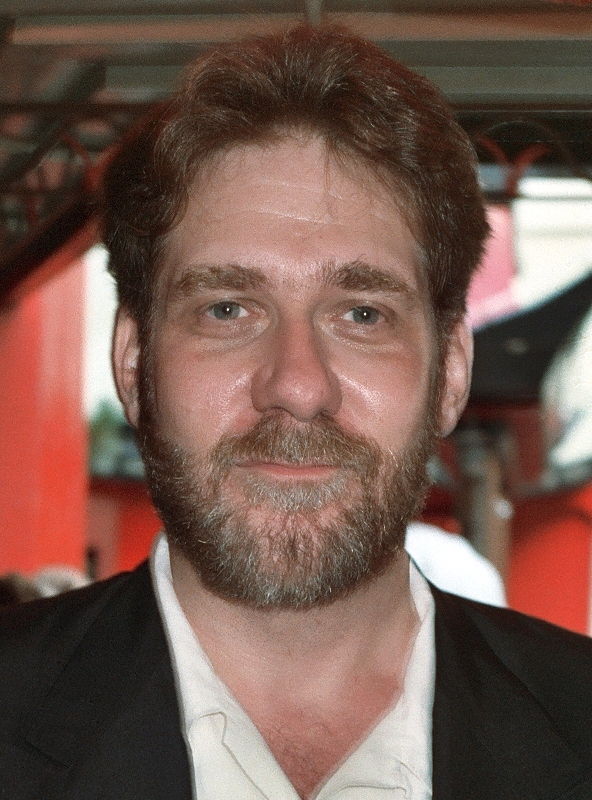
Richard Masur interpreta Dr. Sloane
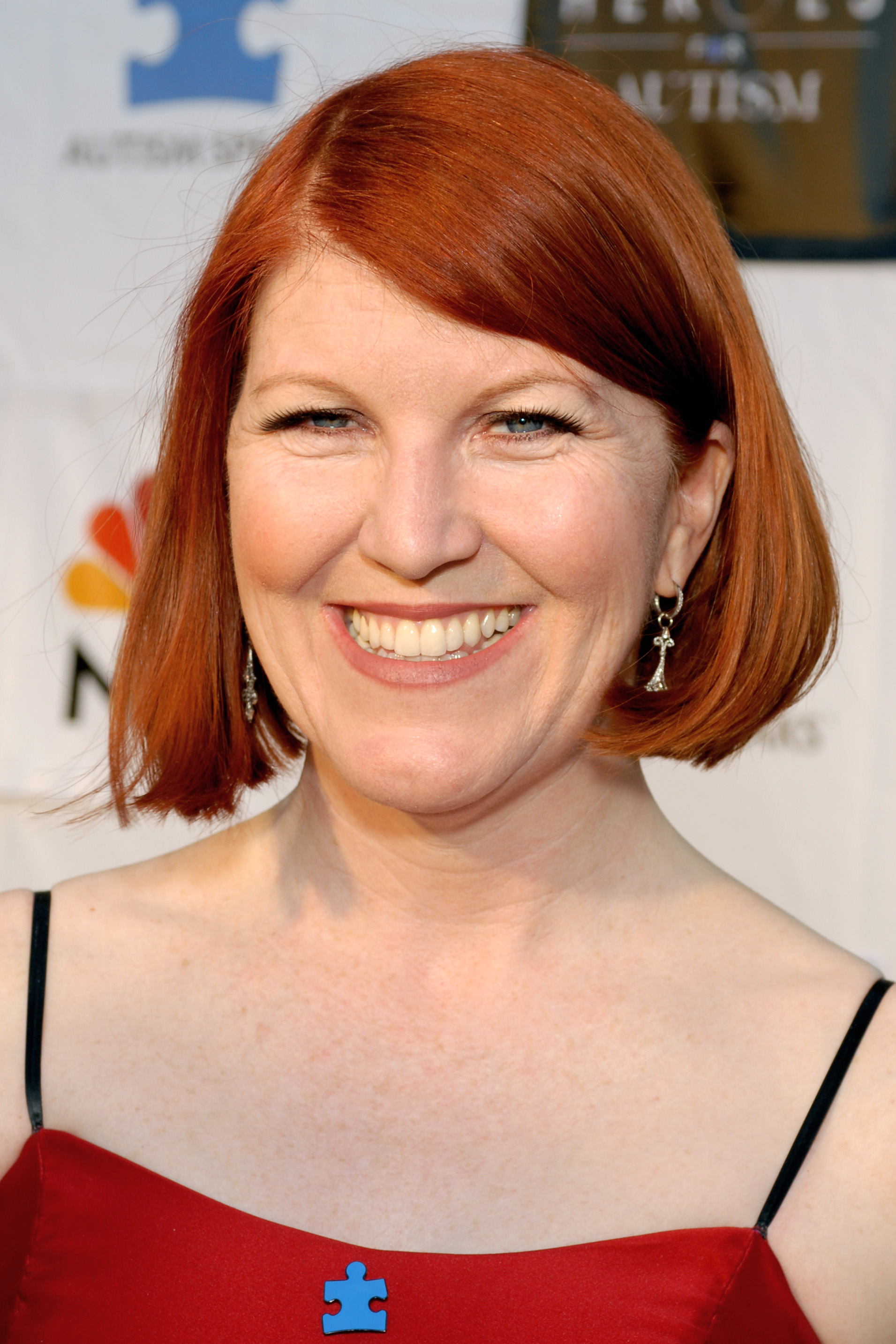
Kate Flannery interpreta Anne
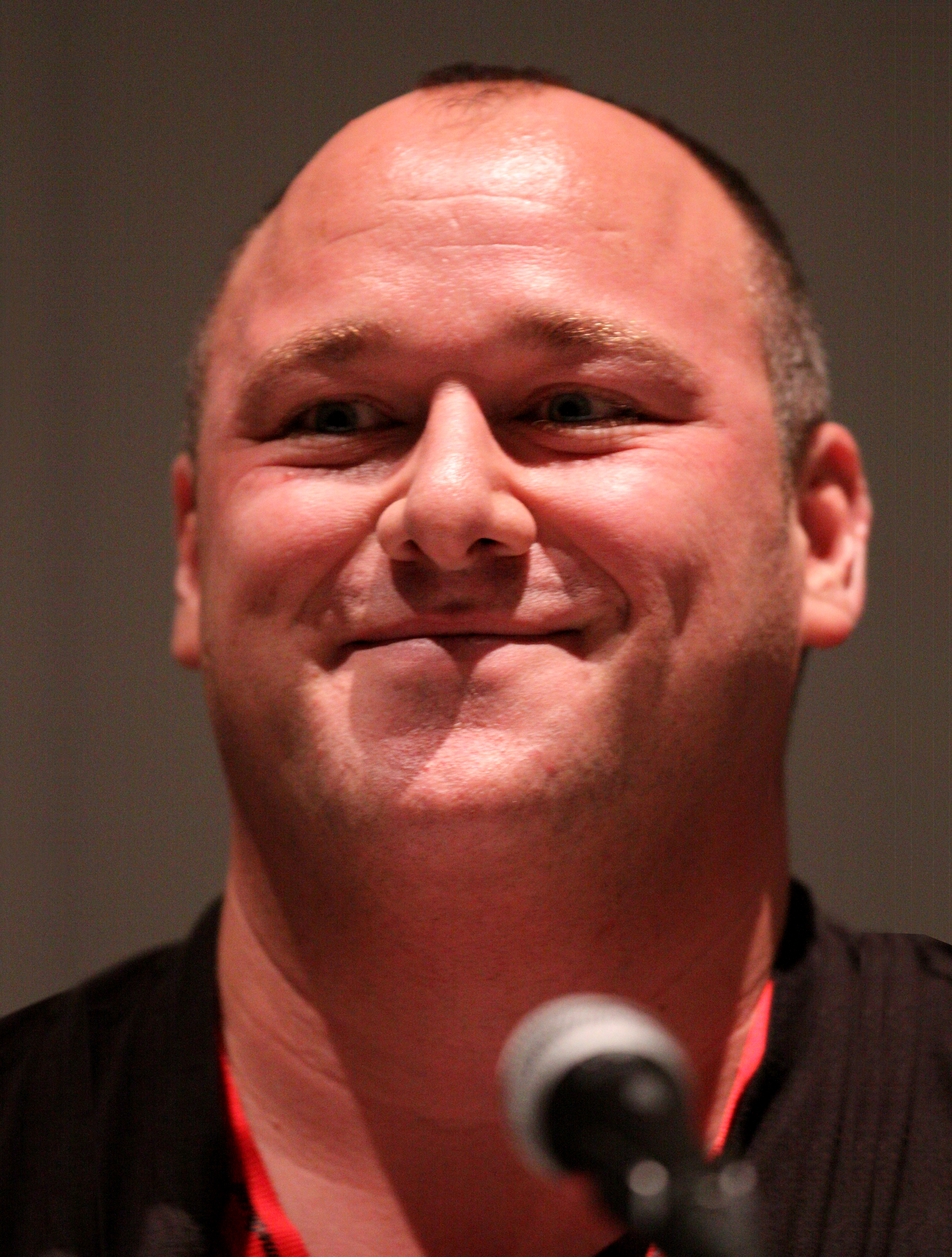
Will Sasso interpreta Dave
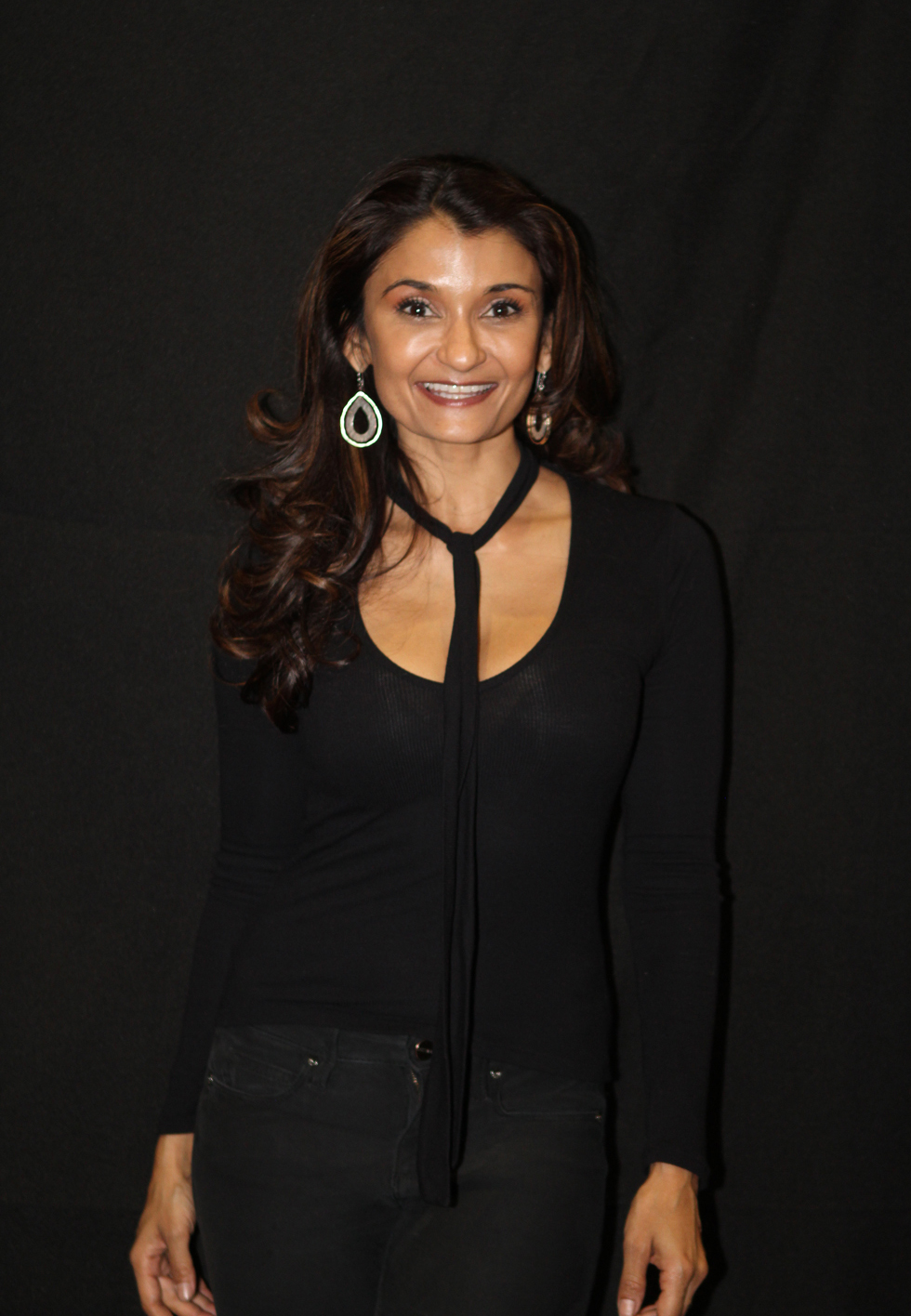
Anjali Bhimani interpreta Susan Allen

## Produzione
I 16 episodi che vanno a comporre la prima stagione sono stati ordinati il 10 novembre 2017.
Cristela Alonzo, che ha interpretato il ruolo principale di Yvette nel pilota originale, è stata sostituita da Kimberly Hebert Gregory dopo che la serie è stata ripresa.

## Accoglienza
Sull'aggregatore di recensioni Rotten Tomatoes ha un indice di gradimento del 68% con un voto medio di 6.73 su 10, basato su 22 recensioni. Il commento del sito recita "Kevin (Probably) Saves the World fa affidamento sul suo simpatico ruolo di portare la sua premessa ancora imprecisa, suggerendo un potenziale più profondo che deve ancora svilupparsi". Su Metacritic, invece, ha un punteggio di 59 su 100, basato su 18 recensioni.